# Regnbågens färger
Regnbågens färger är ett album inspelad 1988 med Lill-Nickes från Halmstad.
Medverkande på inspelningen, Anders Jönsson:sång och klavatur, Dan Larsson:bas och dragspel, Sven-Inge Andersson:steelgitarr och elgitarr, Michael Sandberg:kompgitarr, Alan Dittrich:trummor.
Dessutom medverkade på kör, Monika Svensson, Liza Öhman-Halldén och Lasse Westman.

## Låtlista
Sida A
1. Drömmarnas tid är förbi (Mona Gustafsson)
2. På väg mot ingenstans (Poor old broken heart) (J.Wiik-Phaedra)
3. Det är då jag tänker på dej (Anders Jönsson-Per Hermansson)
4. Du kan alltid lita på pojkarna över 35 (Paul Sahlin)
5. Regnbågens färger (A heart that is broken) (B.Starander-Christer Lundh)
6. En hjälpande hand (Dagmar Mattsson)
7. Midsommarnatten (trad.arr:Anders Jönsson-Per Hermansson)

Sida B
1. Leende guldbruna ögon (trad. Olle Bergman)
2. Min barndoms gröna dal (O.Johansen-A.Sigvaldsen-Mackan)
3. I kväll så ska jag ta och slå mej lös (Tonight my solitaire turns into gin) (S.Whipple-Per Hermansson)
4. Här hos mej (Am beside myself) (C.Jacksson-E.Reilly-Anders Jönsson)
5. Orgeln på vinden (Alf Hambe)
6. Lilla fågel (Göran Lindberg)
7. Varje gång du är i samma rum (When you walk in the room) (Jackie DeShannon-svensk text:Per Gessle)